# Archäologischer Lehrpfad (La Charbonnière)
Koordinaten: 47° 18′ 53″ N, 7° 23′ 40″ O
Der Archäologische Lehrpfad bei La Charbonnière (Combe Chopin) führt nahe dem Ort Roches im Kanton Bern in der Schweiz durch die vorindustrielle Geschichte des Jura.
Bei den Arbeiten an der Autobahntrasse der A16 (Transjurane) wurden in den Schluchten zwischen Moutier und Courrendlin Fundstellen aus verschiedenen Epochen entdeckt, die im Zusammenhang mit der Gewinnung und Nutzung lokaler Bodenschätze stehen. Die archäologischen Ausgrabungen haben einen Rennofen zur Verhüttung von Eisenerz aus der Zeit um 1200 freigelegt (datiert nach Keramikfunden und C14-Methode). Da Düsen fehlen, funktionierte der Ofen wohl mittels eines natürlichen Lüftungskanals. Anhand der grossen Menge entdeckter Schlacke wird sein Produktionsvolumen auf mehr als eine Tonne geschätzt, womit er für diese Zeit mittelgross war. 
Neben Resten von vier Holzkohlemeilern des 17.–19. Jahrhunderts wurden drei gut erhaltene Kalkbrennöfen des 18. und 19. Jahrhunderts nachgewiesen. Ein Abschnitt der alten Schluchtstrasse, die aus dem Mittelalter stammt, wurde ebenfalls ausgegraben. 
Die Fundstelle Roches ist durch die Häufung der Produktionsstätten, die eng mit der Verwendung von Holz als Brennmaterial zusammenhängen, beispielhaft für verschiedene vorindustrielle Tätigkeiten am Jurabogen (Eisen, Holzkohle, Kalkstein). Vor Ort wurde ein archäologischer Lehrpfad angelegt, der über die Bedeutung eines Teilbereiches des jurassischen Kulturgutes informiert. 